# Carl Fredrik Hamilton af Hageby
Carl Fredrik Hamilton af Hageby, född 25 juni 1705, död 18 maj 1753 Vadsbro församling, Södermanlands län, var en svensk friherre och hovmarskalk.

## Biografi
Carl Fredrik Hamilton af Hageby föddes 1705. Han var son till Hugo Johan Hamilton af Hageby och Eva Catharina Henriksdotter Falkenberg af Trystorp. Hamilton blev 13 november 1717 student vid Uppsala universitet och 10 december 1727 kammarherre. Han blev 18 april 1732 stallmästare och senare hovmarskalk. Hamilton utnämndes 4 december 1751 till RNO. Han avled 1753 av slag på Hedenlunda i Vadsbro församling och begravdes i Falkenbergska graven i Vadsbro kyrka.
Carl Fredrik Hamilton ärvde Bogesunds slott efter sin första hustrus bortgång 1739 och bodde där fram till sin död 1753. Han innehade efter 1748 även Boo fideikommiss och Hedenlunda.

### Egendom
Hamilton ägde Hedenlunda i Vadsbro socken och Bogesunds slott i Östra Ryds socken, samt Östanå herrgård och Västanå slott i Gränna socken.

### Familj
Hamilton gifte sig första gången 18 april 1732 med grevinnan Christina Anna Brahe (1717–1739), dotter av generalmajoren Abraham Brahe och Margareta Fredrika Bonde. De fick tillsammans barnen generalmajoren Johan Abraham Hamilton (1734–1795), landshövdingen Fredric Ulric Hamilton (1735–1797), Anna Margareta Hamilton (1737–1761) som var gift med generalmajoren Fredrik Ulrik Wrangel och Carl Henrik Hamilton (1739–1739).
Hamilton gifte sig andra gången 24 juni 1744 med friherrinnan Helena Magdalena Wrangel af Adinal (1723–1812), dotter av fältmarskalken Carl Henrik Wrangel af Adinal och grevinnan Märta Helena Horn af Rantzien. De fick tillsammans barnen kammarherren Adolf Ludvig Hamilton (1746–1777), Ulrika Christina Hamilton (1748–1784) som var gift med hovjägmästaren Kjell Christoffer Barnekow, Hedvig Hamilton (1749–1828) som var gift med generallöjtnanten Johan Gustaf Coyet och Charlotta Fredrika Hamilton (1751–1812) som var gift med hovmarskalken Johan Gustaf Bonde af Björnö.